# تمام زمستان مرا گرم کن
تمام زمستان مرا گرم کن مجموعه داستان کوتاهی‌ست نوشته علی خدایی که در سال ۱۳۷۹ از سوی نشر مرکز منتشر شده‌است. این کتاب شامل ده داستان کوتاه است: تمام زمستان مرا گرم کن، فانفار، عصرهای یکشنبه، مکالمه، شماره ۶۹۹۰۹، سالاد لوبیاسبز با سیر تازه، تخت‌های روی آب، حوله‌های نیمه‌شب، مرغابی‌ها و خاکسپاری.

## دربارهٔ داستان‌ها
داستان عصرهای یکشنبه که نخستین بار در سال ۱۳۷۲ در مجله زنده رود منتشر شد، یک رمانس نوستالژیک است دربارهٔ زندگی ارمنی‌های تهران قدیم و دربارهٔ دوستی که سال‌ها پیش گم شده‌است. داستان مکالمه (زنده‌رود، پاییز ۱۳۷۱) گفتگوی تلفنی‌ست میان راوی داستان - کارمند آزمایشگاه - با عمه‌اش. آب بیمارستان قطع شده و اوضاع به هم ریخته‌است. عمه از سرزمینی زیبا حرف می‌زند و به تدریج ترکی و فارسی با هم ترکیب می‌شود و حس و حالی غیرواقعی به وجود می‌آورد. تمام زمستان مرا گرم کن دربارهٔ زندگی کارمندی‌ست. داخل خانه سرد و بی‌روح است و بیرون خانه غرق درابتذال. زن و شوهر داستان هر روز سوسک‌های کشته شده بر اثر سمپاشی را جمع‌آوری می‌کنند. حمله سوسک‌ها به خانه استعاره‌ای‌ست از بیهودگی و روزمرگی که زندگی آنها را نابود می‌کند. مرد تنها گریزگاهی که می‌یابد فرورفتن به جهانی داستانی‌ست. جایی که می‌شود ماهی‌گیری کرد، شنا کرد و به آدم‌ها نزدیک شد.

## جوایز و افتخارها
این کتاب در سال ۱۳۸۰ برنده جایزه ادبی گلشیری در بخش مجموعه داستان شده‌است.
در دهمین دوره جایزه انجمن منتقدان و نویسندگان مطبوعات جایزه بهترین مجموعه داستان یک دهه گذشته که از بین برگزیدگان این جایزه ادبی انتخاب شده بود، به مجموعه داستان «تمام زمستان مرا گرم کن» نوشته علی خدایی اهدا شد.
در نظرسنجی روزنامه همشهری که در سال ۱۳۹۰ با شرکت ۴ گروه نویسندگان، منتقدان، روزنامه‌نگاران و ناشران انجام شد، تمام زمستان مرا گرم کن به همراه  زندگی مطابق خواسته تو پیش می‌رود نوشته امیرحسین خورشیدفر، به عنوان بهترین مجموعه داستان دههٔ ۸۰ برگزیده شد